# EP400
EP400‏ (E1A binding protein p400) هوَ بروتين يُشَفر بواسطة جين EP400 في الإنسان.